# Footloose (2011)
Footloose ist ein US-amerikanischer Tanzfilm von Craig Brewer aus dem Jahr 2011. Es handelt sich um eine Neuverfilmung des Films Footloose aus dem Jahr 1984. In den Vereinigten Staaten lief der Film am 14. Oktober 2011 an, in Deutschland am 20. Oktober 2011.

## Handlung
Der Teenager Ren MacCormack lebt mit seiner Mutter in Boston. Er ist ein begeisterter und begabter Tänzer. Nach dem tragischen Tod seiner Mutter zieht MacCormack zu seinem Onkel Wes Warnicker in das kleine Städtchen Bomont in den Südstaaten der USA. Er stellt schnell fest, dass seine musikalische und tänzerische Leidenschaft nicht bei jedermann auf Gegenliebe stößt, denn in dem verschlafenen Nest sind sowohl laute Musik als auch der öffentliche Tanz von Minderjährigen, der oft Drogen- oder Alkoholmissbrauch nach sich zieht, verboten und es gibt eine streng kontrollierte Sperrstunde für Jugendliche. Bald nach seiner Ankunft in Bomont schließt MacCormack Freundschaft mit Willard Hewitt, einem älteren Schüler an der High School, von dem er über den Hintergrund des Tanzverbots aufgeklärt wird. Die ungewöhnliche Regelung wurde von den erwachsenen Bewohnern des Ortes nach einem tödlichen Autounfall von fünf Teenagern beschlossen, die sich auf dem Heimweg von einer Party befanden. Unter den Opfern des tragischen Unfalls befand sich auch Bobby Moore, der Sohn von Reverend Shaw Moore, der zu einem der hartnäckigsten Befürworter des beschlossenen Tanzverbots gehört. Allerdings gelingt es Moore noch nicht einmal, sich im eigenen Hause damit durchzusetzen, denn seine Tochter Ariel lehnt sich gegen das Verbot auf. Ren MacCormack versucht sich an offizieller Stelle für die Aufhebung dieser für ihn unbegreiflichen Vorschriften einzusetzen und findet in der Tochter des Reverends eine unerwartete Hilfe. Bald schon kommen sich die beiden auch persönlich näher. Ren MacCormack und Ariel finden schnell weitere Verbündete und zusammen plant man, diese Vorschriften durch eine große Party inmitten der Stadt zu umgehen und dadurch eine Aufhebung zu bewirken. Letztendlich gelingt es den Jugendlichen sogar, die Zustimmung des Reverends für die Verwirklichung ihres Plans zu erlangen.

## Hintergrund
Die Geschichte wurde bereits 1984 unter demselben Titel mit Kevin Bacon als Ren MacCormarck, Lori Singer als Ariel Moore und John Lithgow als Reverend Shaw verfilmt. Sarah Jessica Parker spielte in dem Film die Rusty, eine ihrer ersten Filmrollen. Die Geschichte selbst wurde einer teilweise wahren Begebenheit nachempfunden. 1898 wurde in der Kleinstadt Elmore City in Oklahoma tatsächlich ein Tanzverbot ausgesprochen. Die Aufhebung des Gesetzes 1980 sorgte für überregionales Aufsehen.
Die Neuverfilmung hält sich dicht an die Filmversion von 1984, sowohl die Anfangssequenz als auch die Namen der handelnden Personen sowie die Geschichte insgesamt sind identisch. Auch der Soundtrack des Originals von 1984 wurde fast komplett übernommen. Die Tanzszenen jedoch wurden überarbeitet und wirken weniger improvisiert als im Film von 1984. Weggelassen wurde in der Neuverfilmung die spektakuläre Szene, in der Lori Singer als Ariel Moore sich zwischen zwei fahrenden Autos bewegend auf einen Lastkraftwagen zurast. Auch die Szene, in der fanatische Tanzgegner Bücher verbrennen, wurde nicht übernommen.
Der Film ist seit dem 23. Februar 2012 auf DVD erhältlich, herausgegeben von Paramount Home Entertainment (auch als Blu-ray).

## Musikveröffentlichung
Zum Film ist am 27. September 2011 ebenfalls eine CD mit den Soundtracks unter dem Label von Atlantic erschienen. Die 12 Songs, die darauf enthalten sind, haben die Titel Footloose, Where the River Goes, Little Lovin’, Hero, Let’s Hear It for the Boy, So Sorry Mama, Fake I.D., Almost Paradise, Walkin’ Blues, Window Paine, Suicide Eyes und Dance the Night Away.

## Synchronisation
| Rolle               | Schauspieler    | Synchronsprecher  |
| ------------------- | --------------- | ----------------- |
| Ren MacCormack      | Kenny Wormald   | Patrick Roche     |
| Ariel Moore         | Julianne Hough  | Jacqueline Belle  |
| Reverend Shaw Moore | Dennis Quaid    | Thomas Danneberg  |
| Vi Moore            | Andie MacDowell | Elisabeth Günther |
| Willard Hewitt      | Miles Teller    | Roman Wolko       |
| Rusty               | Ziah Colon      | Farina Brock      |
| Andy Beamis         | L. Warren Young | Ekkehardt Belle   |
| Wes Warnicker       | Ray McKinnon    | Matthias Klie     |

## Kritiken
Ronny Dombrowski von Cinetastic.de ist der Ansicht, dass man sich über ein Remake, das fast 1:1 dem Original entspräche, durchaus streiten könne, dass die Darsteller aber trotzdem überzeugend, die Tanzszenen modern überarbeitet und vor allem die Figuren dahingehend weiter entwickelt worden seien, dass sie nun wesentlich mehr Tiefe hätten. Nach 35 Jahren sei dieses Remake zumindest überzeugender für eine neue Generation an Jugendlichen, als all die ‚Step Up‘ Filme der letzten Jahre.
Christina Zimmermann von m&c ist der Ansicht, dass der Regisseur Craig Brewer sich bei der Neuauflage des 1980er-Tanzfilms zum entstaubten Soundtrack brav an die Vorlage, Szenen und Dialoge halte, was hauptsächlich dem Autor Dean Pitchford anzulasten sei, der bereits am Drehbuch des Originals mitgearbeitet habe. „Der Sinn und Zweck der Neuverfilmung erschließen sich nämlich auch nach knapp zwei Stunden nicht.“
Sabine Kinner von der Nassauischen Neue Presse kam zu dem Urteil: „Besser hätte das Remake kaum ausfallen können: Hinter der Rock’n’-Roll-Rebellion der amerikanischen Kleinstadt-Jugend ragt eine Tragödie auf.“ Zusammenfassend führt sie aus: „Wie geschickt die Besetzungsliste zusammengestellt ist, zeigt sich an Dennis Quaid und Andie MacDowell als Pastoren-Ehepaar. Die beiden verdienten Schauspieler erweitern den Jugendfilm mühelos zu einem Kinowerk, das den Erwachsenen ebenso viel zu sagen hat. Sehenswert“.